# Hénon
Hénon (bretonisch: Henon) ist eine französische Gemeinde mit 2.315 Einwohnern (Stand: 1. Januar 2022) im Département Côtes-d’Armor in der Region Bretagne. Die Bewohner werden Hénonnais und Hénonnaises genannt.

## Geographie
Umgeben wird Hénon von der Gemeinde Quessoy im Norden, von Plénée-Jugon im Osten, von Plouguenast im Süden und von Plaintel im Westen.

## Bevölkerungsentwicklung
| 1962 | 1968 | 1975 | 1982 | 1990 | 1999 | 2008 | 2012 | 2020 |
| 1780 | 1889 | 1735 | 1747 | 1740 | 1733 | 2105 | 2211 | 2298 |

## Baudenkmäler
Siehe: Liste der Monuments historiques in Hénon
- Landgut Les Granges aus dem frühen 18. Jahrhundert, seit 1992 in Teilen als Monument historique eingeschrieben
- Herrenhaus Le Colombier aus dem 16. Jahrhundert, seit 2020 in Teilen als Monument historique eingeschrieben
- Schloss Catuelan aus dem 18. Jahrhundert, seit 1964 in Teilen als Monument historique eingeschrieben
- Schloss La Ville-Chaperon, heutiges Gebäude vermutlich ein Erweiterungsbau aus dem 18. Jahrhundert
- Kirche Saint-Pierre-et-Saint-Paul

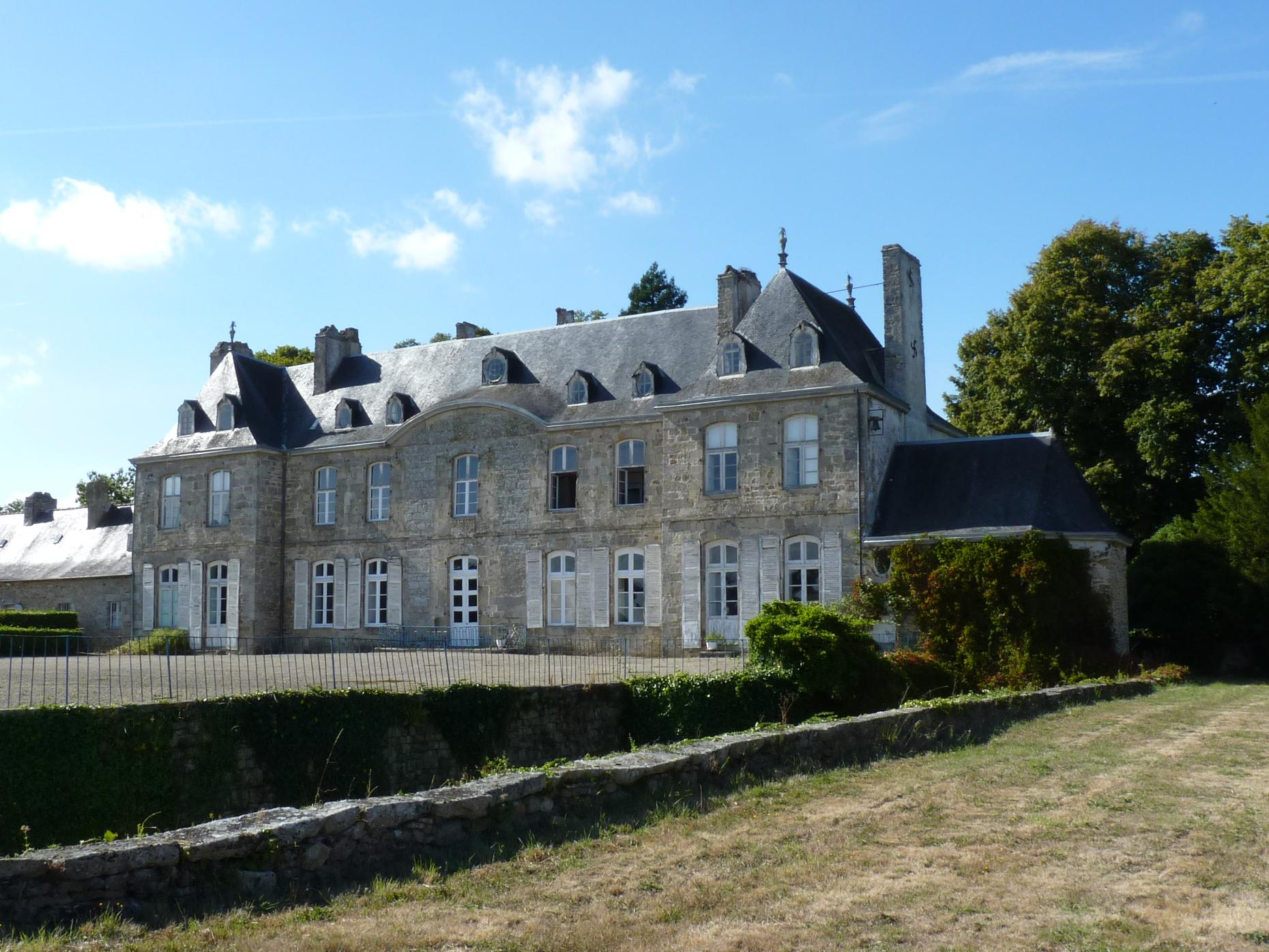
Landgut Les Granges
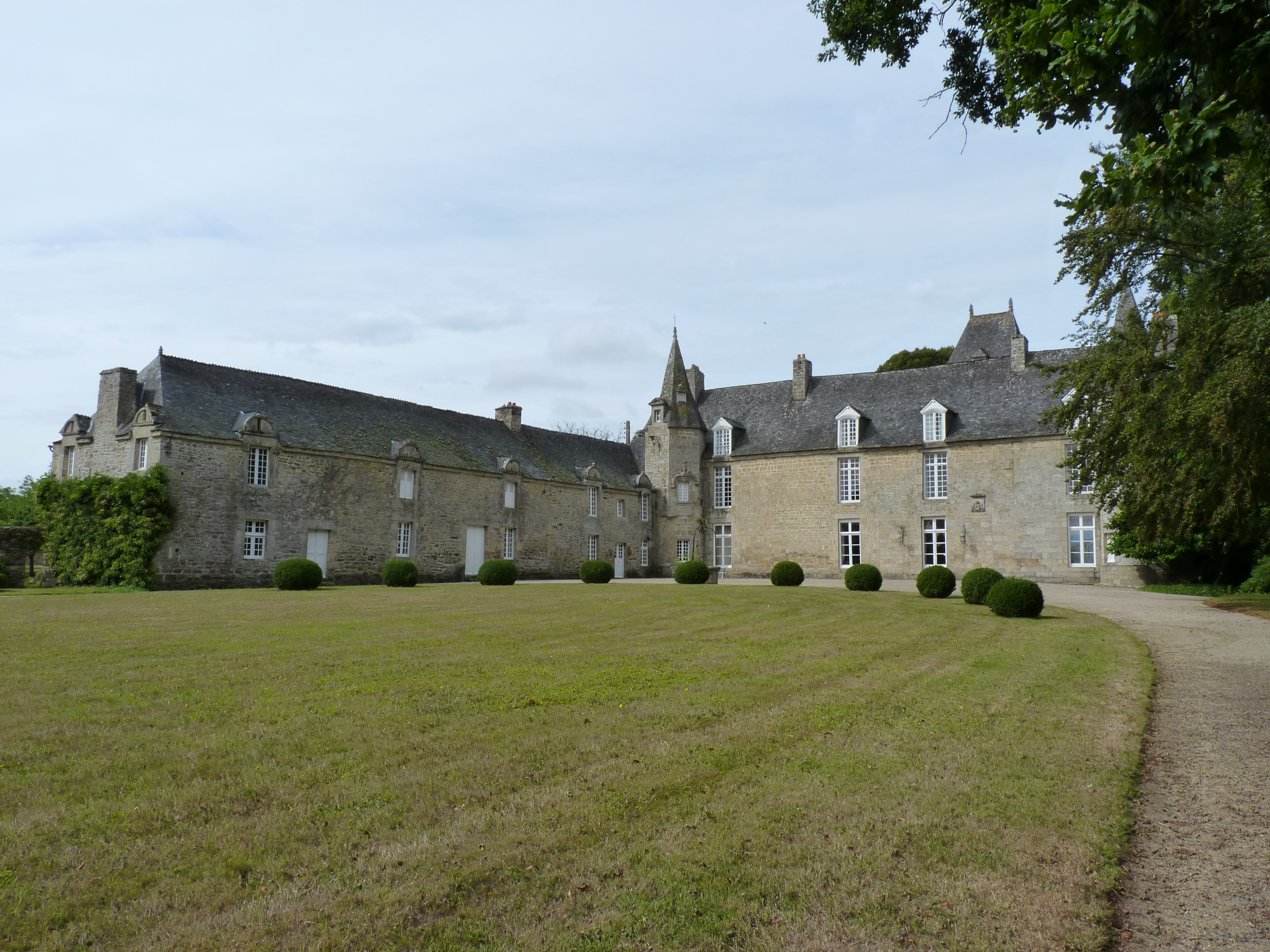
Herrenhaus Le Colombie
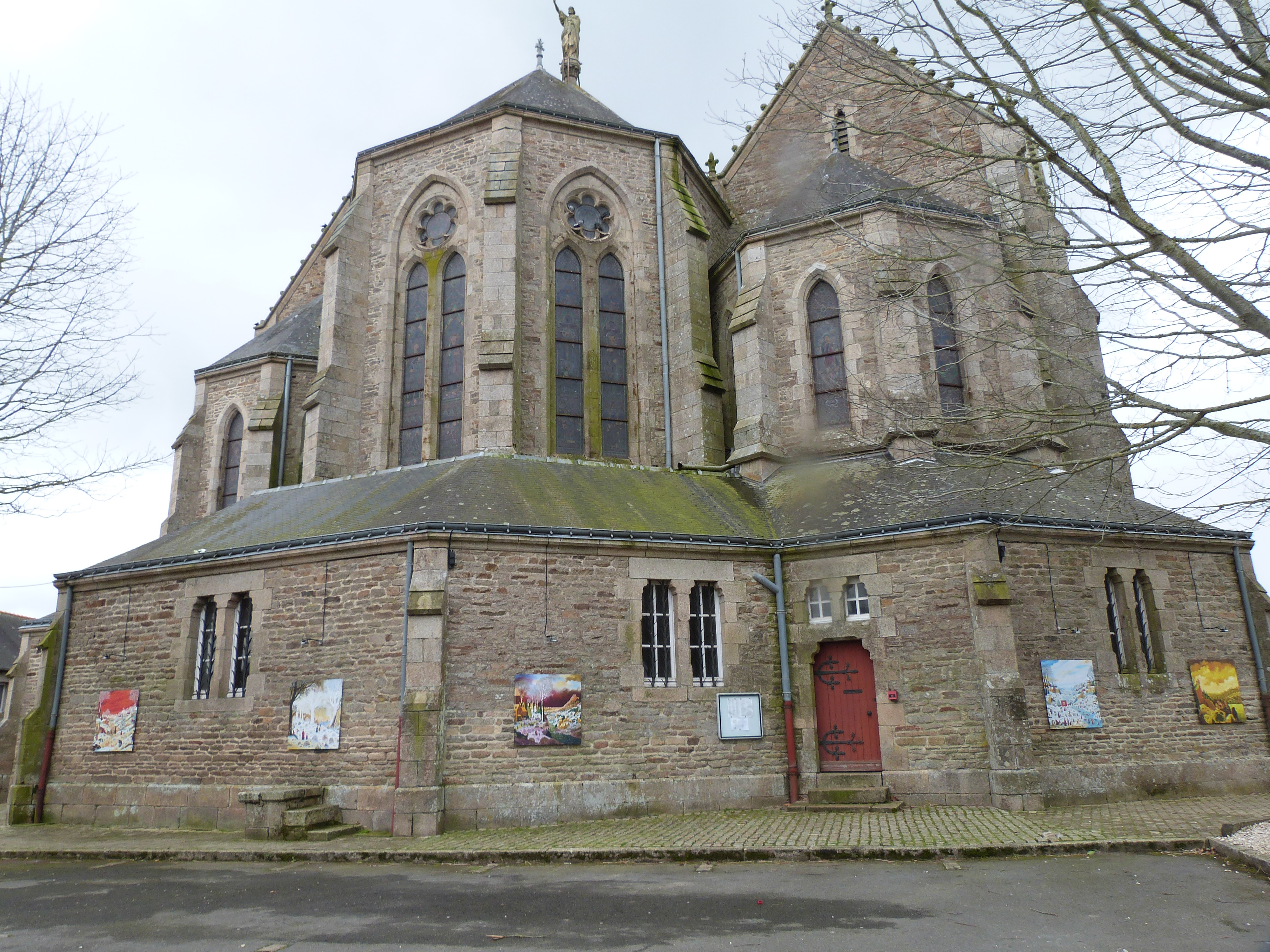
Kirche Saint-Pierre-et-Saint-Paul, Apsis

## Söhne- und Töchter der Stadt
- Louis Villeneuve (1889–1969), Autorennfahrer, geboren in Hénon